# Стакс-фьорд
Стакс-фьорд (исл. Stakksfjörður, [ˈstahksˌfjœrðʏr̥]) — небольшой фьорд на западе Исландии в регионе Сюдюрнес.

## Этимология
Своё название Стакс-фьорд получил свое название от одиночной скалы Стаккюр (исл. Stakkur; дословно — «груда, куча»), которая находится в море недалеко от мыса Хоульмсберг на западе фьорда.
Стакс-фьорд и его окрестности впервые упоминается в «Йоунсбоук», древнейшем исландском правовом кодексе 1281 года, в разделе «Землеустройство» (исл. Landabrigðabálkur), где перечисляются права местных общин на участки земли вдоль побережья фьорда.

## Физико-географическая характеристика
Стакс-фьорд расположен в западной части Исландии в регионе Сюдюрнес на севере полуострова Рейкьянес. Является южной частью залива Фахсафлоуи.
Фьорд достаточно широкий, но неглубокий; его максимальная длина 5,5 км, а ширина в самом широком месте — около 6 км. Устье фьорда слева обозначено скалой Стакснипа (исл. Stakksnípa) на мысе Хоульмсберг (исл. Hólmsberg), а справа небольшим полуостровом Кейлинес (исл. Keilisnes) на побережье Ватнслейсюстрёнд (исл. Vatnsleysuströnd, дословно — «безводное побережье»). С запада, юга и востока фьорд ограничен лавовыми полями возвышенностей Мидхейди (исл. Miðnesheiði), Ньярдвикюрхейди (исл. Njarðvíkurheiði) и Страндахейди (исл. Strandarheiði).
Из относительно крупных заливов расположенных во Стакс-фьорде, можно назвать залив Ньярдвик в его юго-западной части и Вогавик в юго-восточной.
Из-за окружающих фьорд лавовых полей сложенных пористыми, водопроницаемыми вулканическими туфами и с множеством пустот (в том числе многокилометровых лавовых трубок), в него не впадают ни реки, ни ручьи.

## Хозяйственное использование
На берегу фьорда расположено несколько поселений, самими крупные из которых это города Кеблавик (в бухте Кеблавик) и Ньярдвик (на берегу залива Ньярдвик), являющиеся частью городской общины Рейкьянесбайр), и небольшой город Вогар (часть городской общины Вогар) в заливе Вогавик.
Есть два береговых маяка - Хоульмсбергсвити (исл. Hólmsbergsviti; 35 м над уровнем моря), построенный в 1958 году на скале Стакснипа, и Гердистаунгавити (исл. Gerðistangaviti; 11 м над уровнем моря), построенный в 1886 году на мысе Атлагердистаунги (исл. Atlagerðistangi).
Из-за того, что фьорд на протяжении десятилетий был закрыт для тралового лова рыбы, в конце 90-х годов прошлого века Институт морских исследований Исландии выбрал его как экспериментальную площадку для изучения влиянии траловых снастей на донные экосистемы.

## Галерея

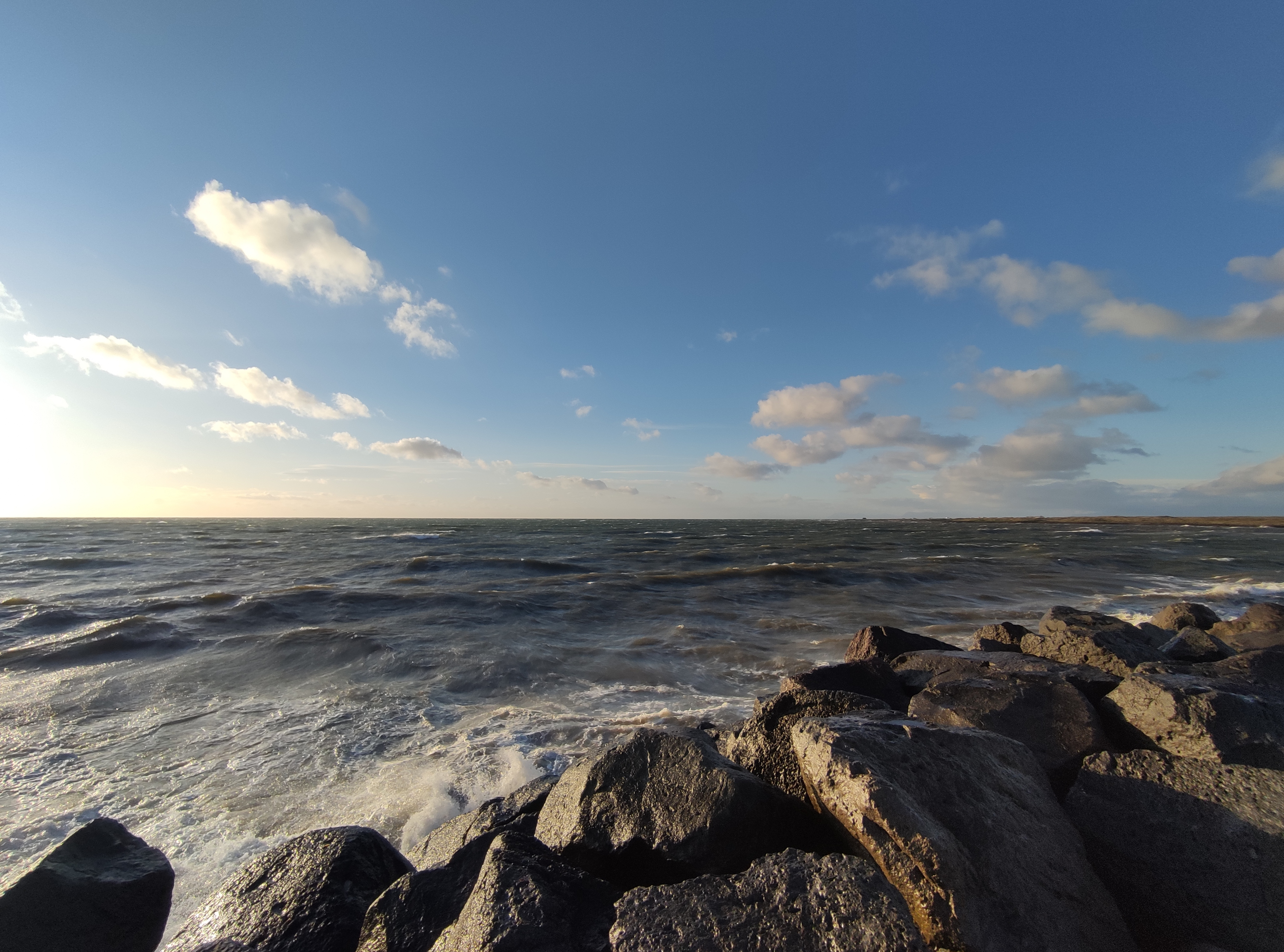
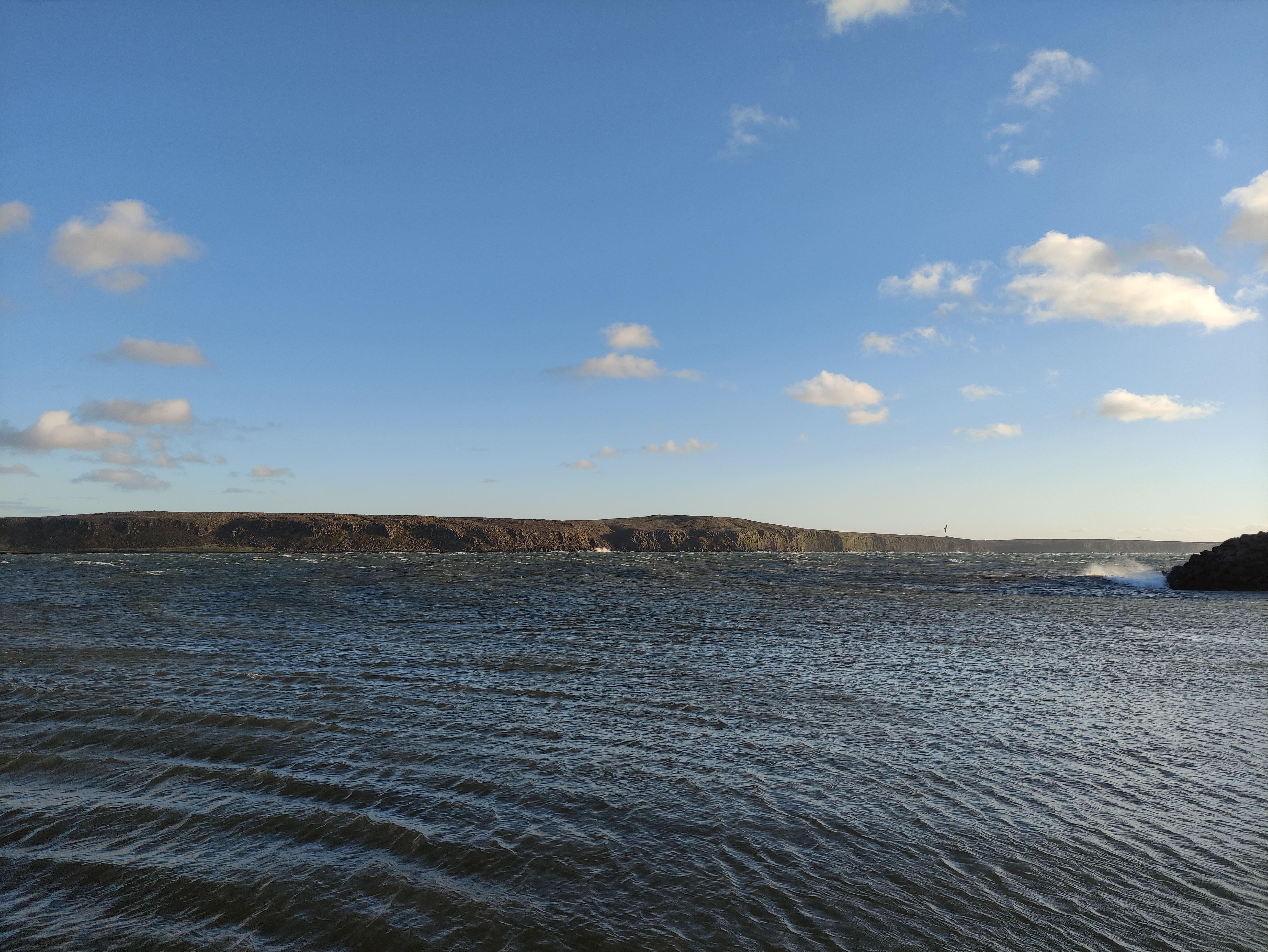
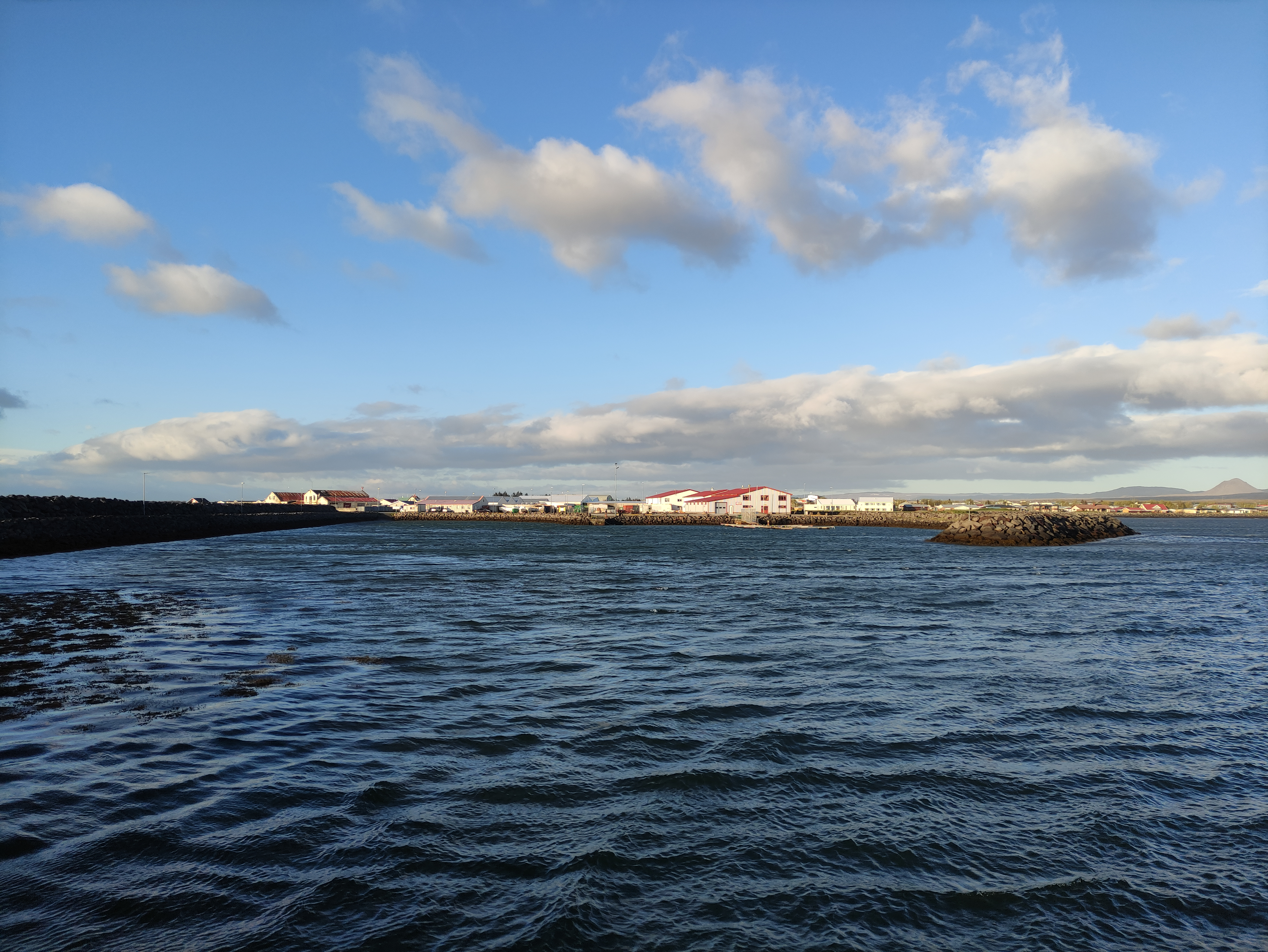
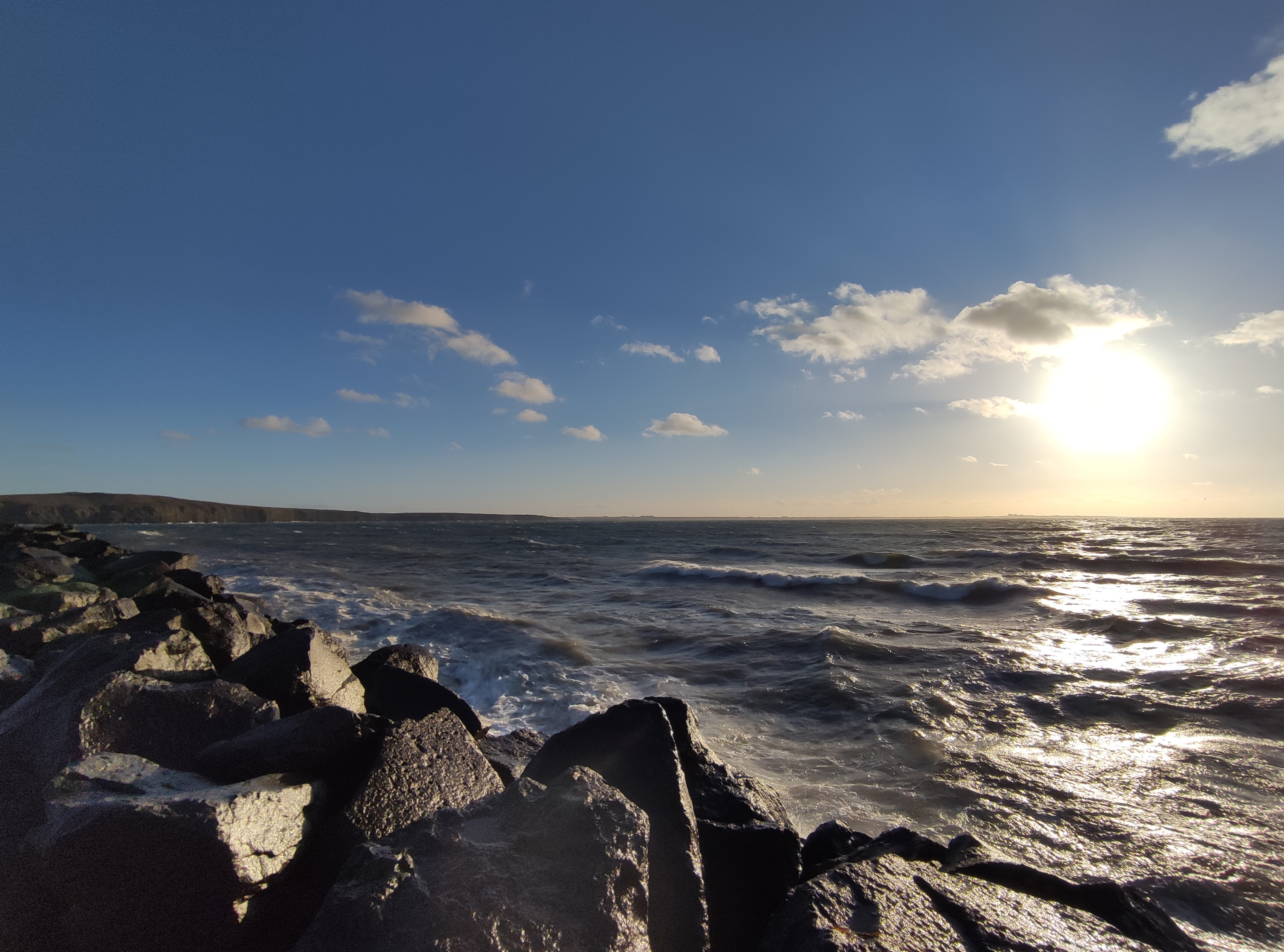